# Schlacht von Marcellae (792)
Die Schlacht von Marcellae im Jahr 792 (bulgarisch Битка при Маркели/Bitka pri Markeli) war eine Schlacht zwischen dem Bulgarischen und dem Byzantinischen Reich, die 792 n. Chr. in der Nähe von Markeli (lat. Marcellae, heute Karnobat, im Südosten von Bulgarien) stattfand.

## Vorgeschichte
Im April 791 begann der byzantinische Kaiser Konstantin VI. einen Feldzug gegen das erste bulgarische Reich. Dieser Feldzug war als Antwort auf einen Überfall der Bulgaren zwei Jahre zuvor gedacht, als diese im Strumatal unter ihrem Anführer Kardam den thrakischen Strategos Filites schlugen. Zudem war der Feldzug ein Ablenkungsmanöver von anderen Grenzkonflikten des Reiches mit Bulgarien.

## Die Schlacht
Am 20. Juli 792 trafen die byzantinischen Truppen in der Nähe des Ortes Marcellae auf das bulgarische Heer. Konstantin zögerte mit einem Angriff und begann ein Lager zu errichten. Währenddessen bereiteten die Bulgaren in den Sümpfen der Umgebung Hinterhalte vor. Nachdem die Astrologen von Konstantin eine günstige Sternenkonstellation ausgemacht hatten, griff der Kaiser das bulgarische Heer an. Schon zu Beginn der Schlacht geriet die byzantinische Schlachtordnung durch taktische Fehler durcheinander und Teile der kaiserlichen Armee gerieten in die vorbereiteten Hinterhalte der Bulgaren. Diese setzten zudem eine neue Waffe ein. Diese Arkani genannte Waffe war eine Art Lasso, welches an einem langen Pfahl befestigt war. Mit dieser Waffe wurden die byzantinischen Panzerreiter von ihren Pferden gezogen und im Nahkampf getötet. Die Bulgaren konnten die Byzantiner schließlich mit schweren Verlusten in die Flucht schlagen, das kaiserliche Zelt erobern und Bedienstete des kaiserlichen Hofes gefangen nehmen.

## Folgen
Nach dem Sieg konnte sich das Bulgarische Reich, auch durch nun von Byzanz erhaltene Tributleistungen, konsolidieren und die Byzantinisch-bulgarischen Kriege waren mit der Niederlage von Byzanz vorerst beendet. Konstantin VI. sah sich innenpolitisch mit einer Revolte der Tagmata konfrontiert, die zum Ziel hatte, den früheren Kaisar Nikephoros oder den Strategos Alexios Musele auf den Thron zu bringen, letztlich aber erfolglos blieb.